# Caraipa odorata
Caraipa odorata är en tvåhjärtbladig växtart som beskrevs av Adolpho Ducke. Caraipa odorata ingår i släktet Caraipa och familjen Calophyllaceae. Inga underarter finns listade i Catalogue of Life.